# Cusercoli
Cusercoli è una frazione di Civitella di Romagna situata nell'appennino forlivese, nella valle del fiume Bidente. Il centro si erge su uno sperone roccioso dominato dal castello medievale e dalla chiesa di San Bonifacio. Lo stemma di Cusercoli è costituito dall’araldica dei Conti Guidi e, come per lo stemma del Comune di Civitella di Romagna, dall’araldica nobiliare della famiglia nobile dei Conti Severi di Giaggiolo, signori dell’antica contea della Romanula.

## Geografia fisica
È situata nell'appennino forlivese, alla destra del Bidente, tra Meldola e Civitella di Romagna su uno sperone di roccia calcarea che sbarra il fiume, costringendolo a deviare dal corso principale.

## Storia

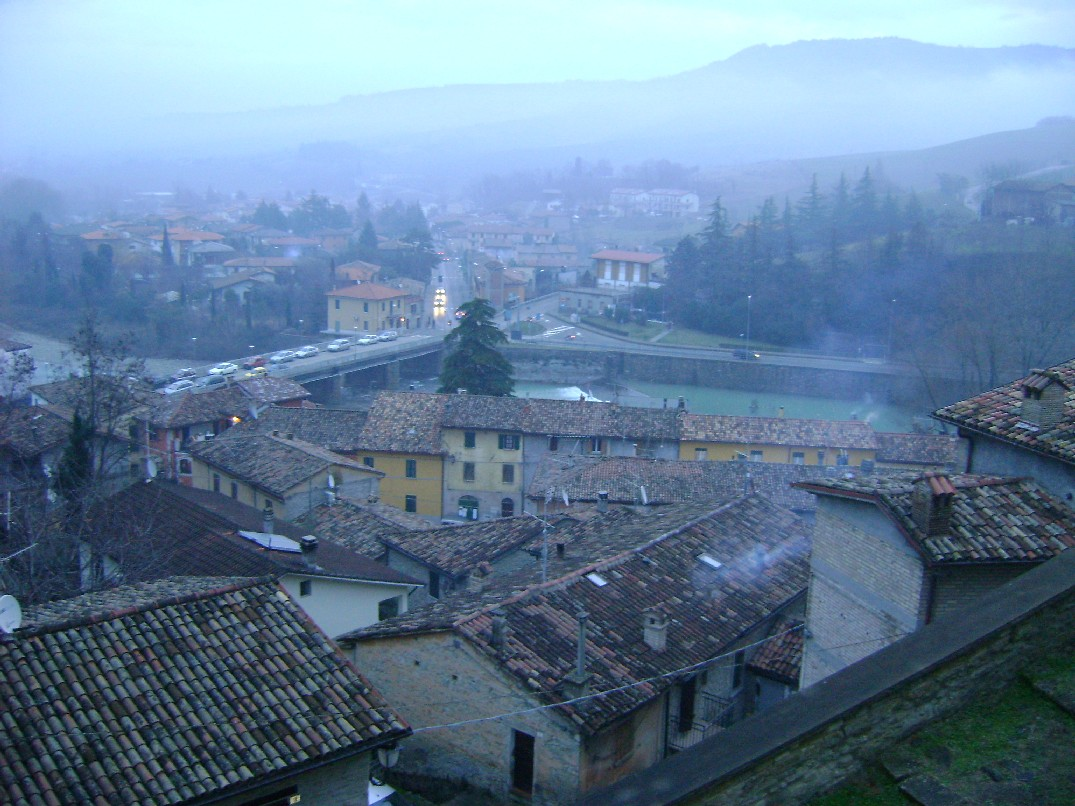
Veduta di Cusercoli dal castello

La storia della frazione dipende da quella del castello che la dominava. Esso fu costruito sul luogo dove prima esisteva un impianto tardo romano, di cui resta solo un imponente muro a secco.

L'impianto medievale viene segnalato per la prima volta nel XII secolo, posseduto dagli Arcivescovi di Ravenna, soggetta all'Abbazia di Sant'Ellero e compresa nella contea di Giaggiolo. Appartenne ai Conti Severi di Giaggiolo dal X secolo al 1269 anno in cui Orabile sive Beatrice Severi sposò Paolo il Bello Malatesti a cui portò in dote l’antica Contea della Romanula. Nel XIV secolo, i Malatesta, della contea, fecero un ampliamento per ricavare un palazzo fortificato accanto al castello, utilizzato come residenza del feudatario e venne aggiunta la seconda cortina di mura. 

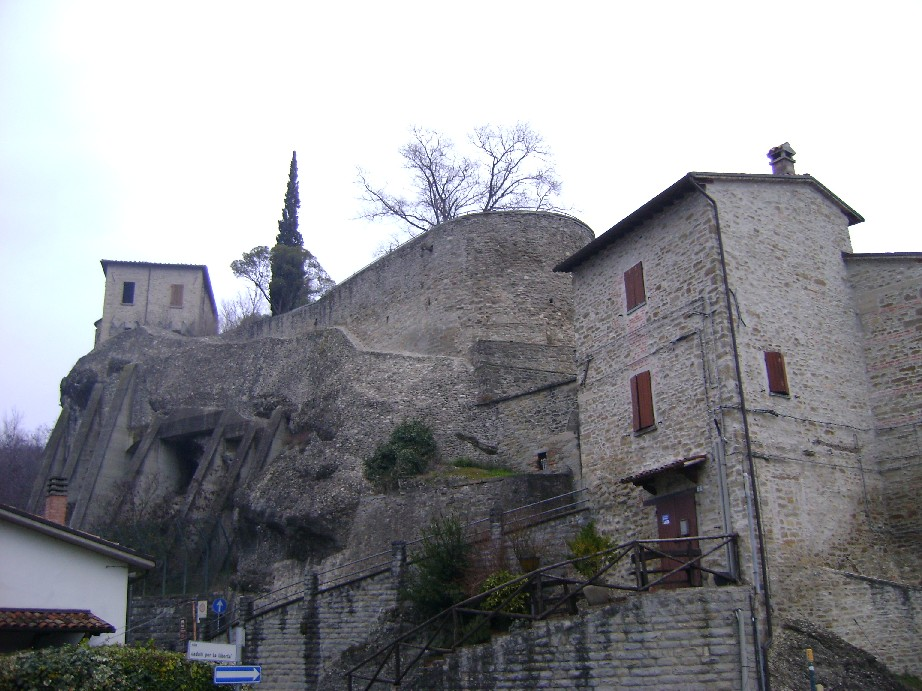
Lo sperone roccioso su cui sorge il castello

 Dal 1571 appartenne ai Malatesta, ai Manfredi, ai Guidi di Bagno, ai Gottifredi di Cesena, fino all'assegnazione definitiva ai conti Guidi. Dal 1400 Essi, per adeguare il fabbricato alle loro esigenze abitative, modificarono la struttura apportata nella seconda metà del Settecento, aggiungendo i giardini pensili e la chiesa di san Bonifacio. Quest'ultima è il frutto di una ricostruzione effettuata nella seconda metà del Settecento sulla precedente chiesa di Sancta Maria de Saxo, lesionata pesantemente da un'alluvione avvenuta nel 1750.
I conti Guidi continuarono a trascorrere periodi dell'anno nel palazzo finché non lo abbandonarono completamente e lo lasciarono al degrado. Lo stato di abbandono fu tale che nel 1937 una parte della rocca crollò sulle case facendo 21 vittime. Nel 1973 il Comune lo acquistò.

## Luoghi d'interesse

### Architetture religiose

#### Chiesa di San Bonifacio

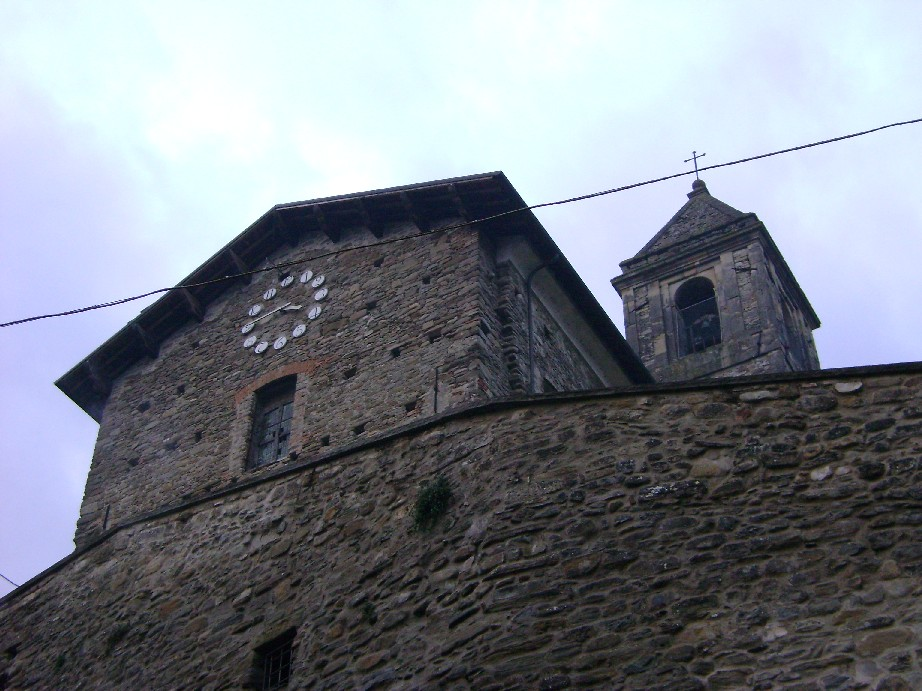
La chiesa di San Bonifacio

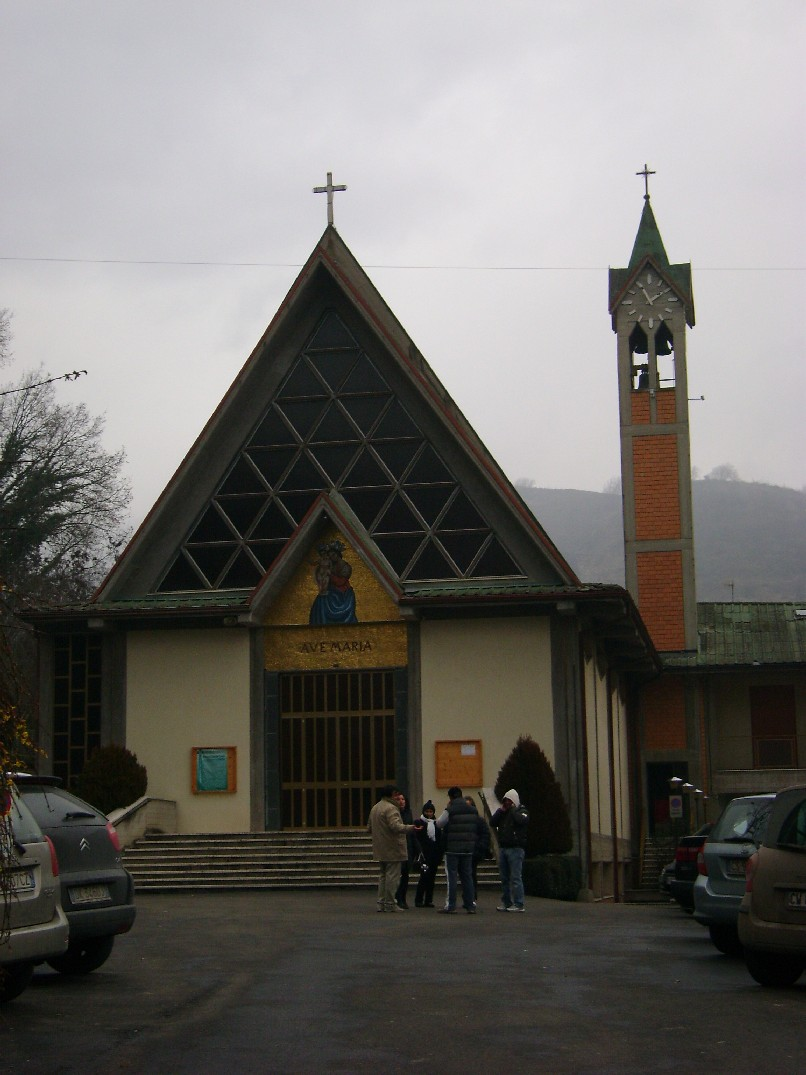
La chiesa di Santa Maria del Sasso

La chiesa di San Bonifacio è compresa nel complesso gentilizio del castello. Venne fatta costruire dalla contessa Maria Polissena Albicini, vedova del conte di Cusercoli Ferdinando dei Guidi di Bagno, inserita nei lavori di trasformazione del castello come nuova chiesa parrocchiale; l'ala ad ovest era destinata a canonica. Fu edificata dopo che nel 1750, in seguito ad un'alluvione, andò in rovina la piccola chiesa di Santa Maria De Saxo. I muri esterni sono assediati da crepe e muschi; l'interno si presenta in stile barocco preneoclassico.

#### Ex chiesa di San Biagio
È l'ultimo edificio a sinistra lungo la rampa che conduce alla Rocca. Fu eretta nel 1702 ma nel 1951 venne ceduta a privati per essere adibita ad abitazione. A ricordala vi è solo una statua del Santo ed una lapide, affissi sulla facciata. Un passaggio pedonale sopraelevato conduceva alla chiesa, in un palco sovrastante l'ingresso, dai cortili della rocca e dai palazzo baronale.

#### Chiesa di Santa Maria del Sasso
Si trova in largo Matteotti ed è sede della parrocchia di Cusercoli. Edificata nel 1972 in stile moderno, porta il nome dell'antica chiesa adiacente al castello. L'interno presenta una sola navata e vi è venerato San Biagio, patrono del paese.

#### Oratorio di Sant'Emidio
È sito lungo la Strada Statale 310 Bidentina in direzione Civitella di Romagna. Costruito nel 1782 dove un tempo vi era la primitiva chiesa parrocchiale ed un piccolo convento francescano, venne adibito a chiesetta del cimitero. La consacrazione avvenne nel 1788. Il muro perimetrale era ornato da 14 cellette in pietra arenaria, ognuna delle quali conteneva una formella policroma in maiolica rappresentante una stazione della Via Crucis. Le formelle in parte sono state saccheggiate; le restanti sono in restauro.

### Architetture civili

#### La cartiera
Si trova lungo la Strada Statale 310 Bidentina in direzione Forlì, sulla destra, oltre il ponte. Fu costruita dai conti Guidi di Bagno nel 1637 e cessò di funzionare nel 1904. Rappresentava la più antica cartiera della Romagna.

### Architetture militari

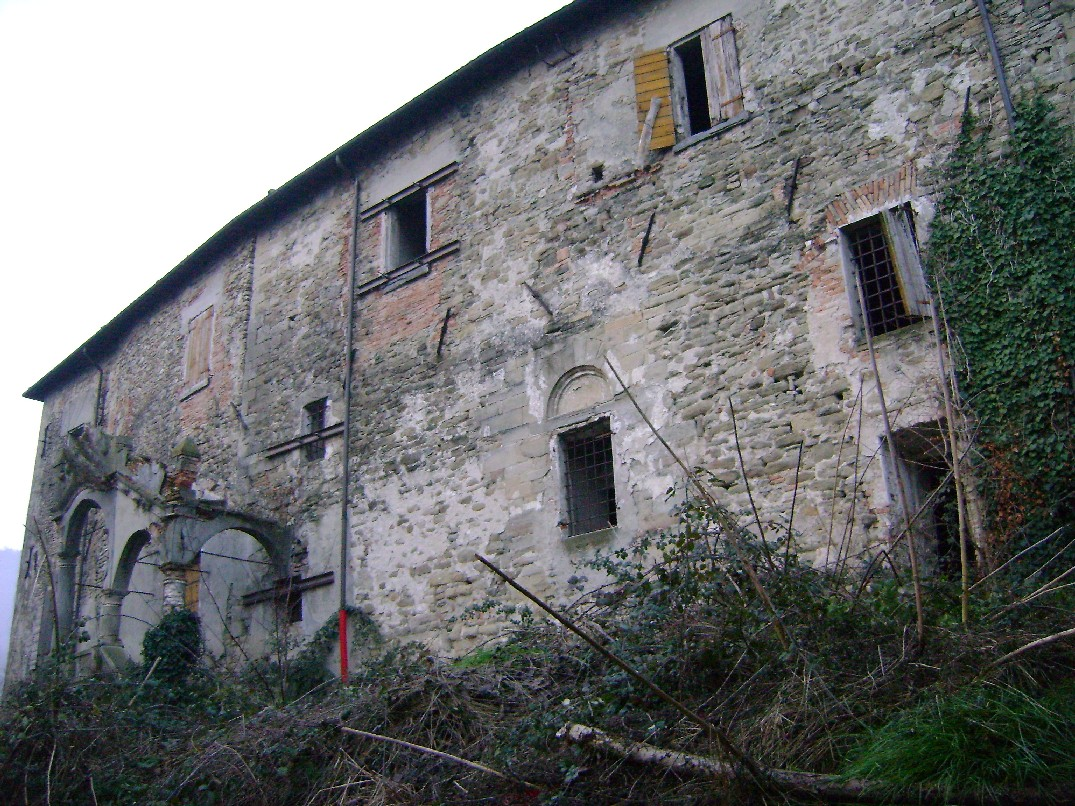
Il castello

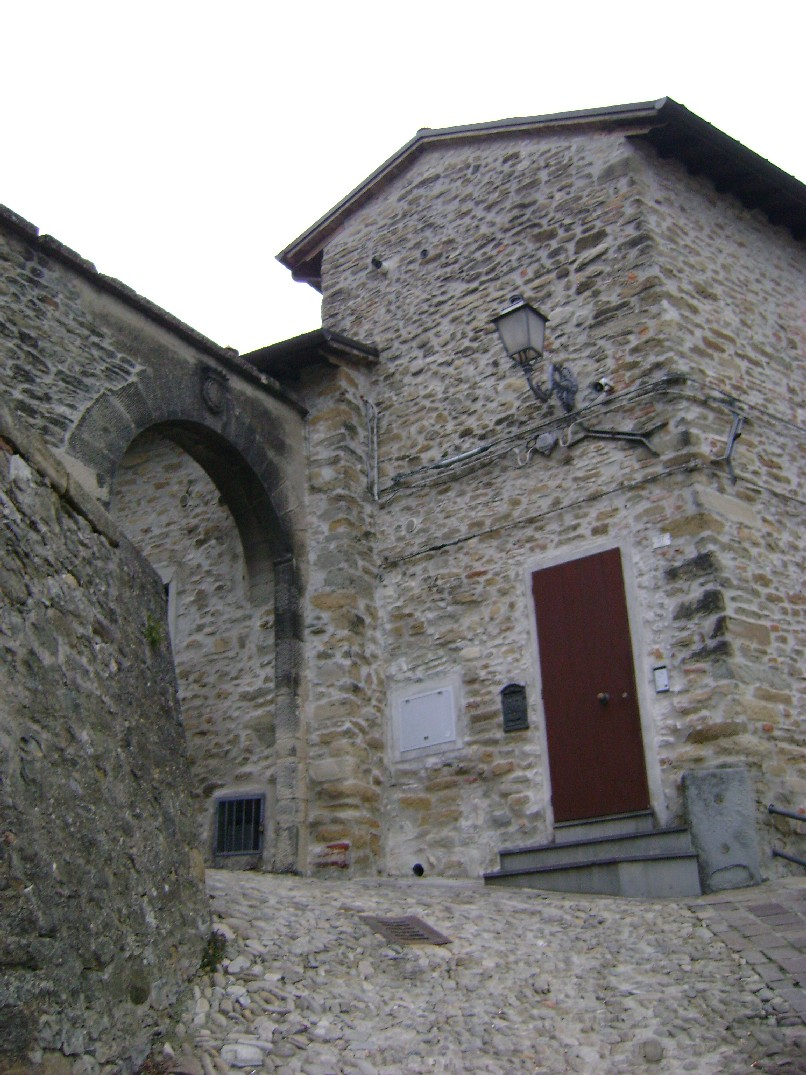
La portaccia

#### Il castello
La prima rocca medioevale risale al XII secolo. Nel XIV secolo fu aggiunto al complesso un palazzo fortificato, adibito a residenza del feudatario. Successivamente vennero ampliate le mura ed una seconda cerchia racchiuse l'intero borgo circostante. Nella seconda metà del Settecento i conti Guidi di Bagno fecero apportare delle modifiche e vennero aggiunti i giardini pensili e la chiesa di San Bonifacio. Quando i conti Guidi abbandonarono il castello, precipitò in uno stato di abbandono. I segni del grande degrado non sono stati arginati nemmeno dagli interventi di consolidamento operati negli ultimi anni.
Ma la maestosità di questo antico castello è comunque viva tuttora.

#### La portaccia
La portaccia (purtaza in romagnolo) costituiva uno dei due accessi al borgo, quello rivolto verso sud-est. Sull'arco si trova ancora ben conservato lo stemma dei Conti Guidi di Bagno.

## Economia
Cusercoli è uno dei principali centri di produzione di coroncine e di rosari, realizzati con vari materiali (perle, legno, plastica fosforescente o semi di piante) ed esportati in tutto il mondo. Vi sono presenti numerose aziende agricole ed agriturismi che appartengono alla Strada dei Vini e dei Sapori dei Colli di Forlì-Cesena.

## Galleria d'immagini

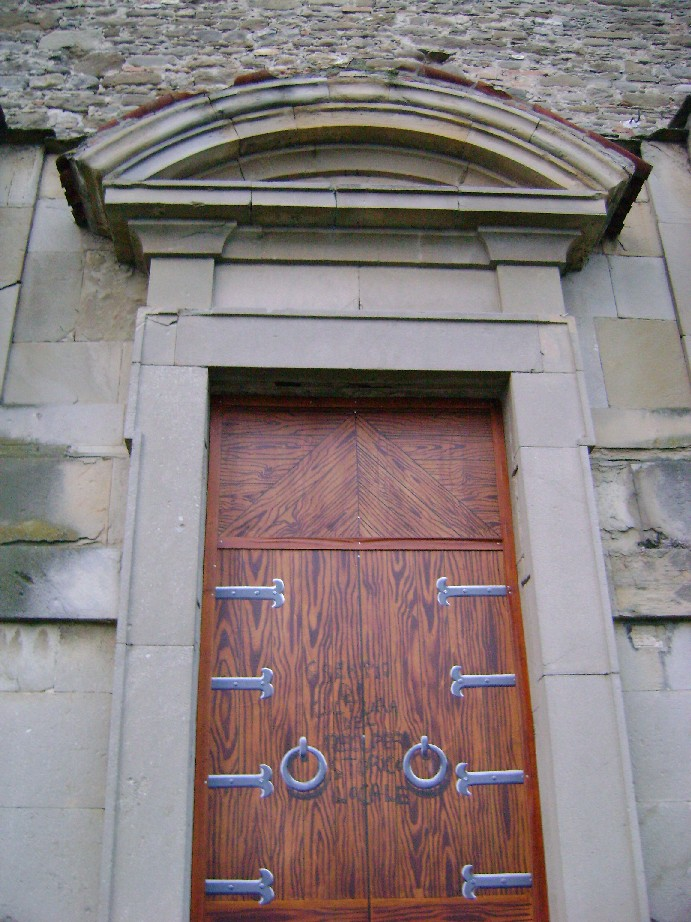
Il portale della chiesa di San Bonifacio
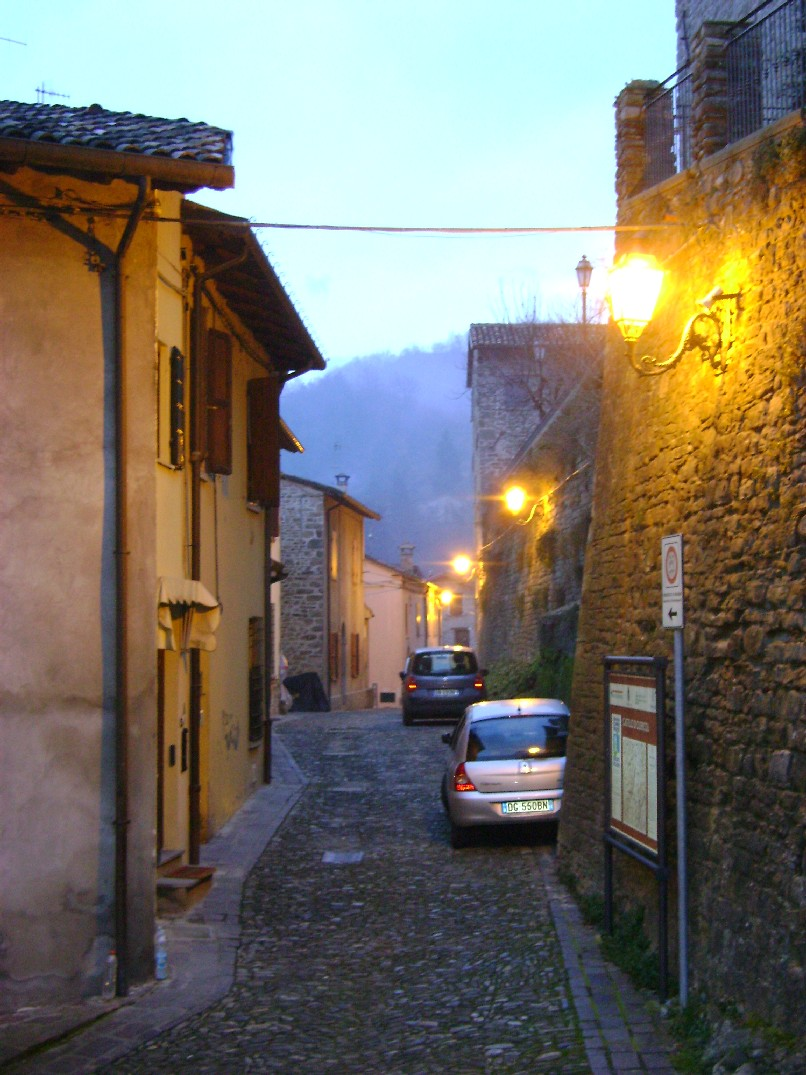
La via che conduce al castello
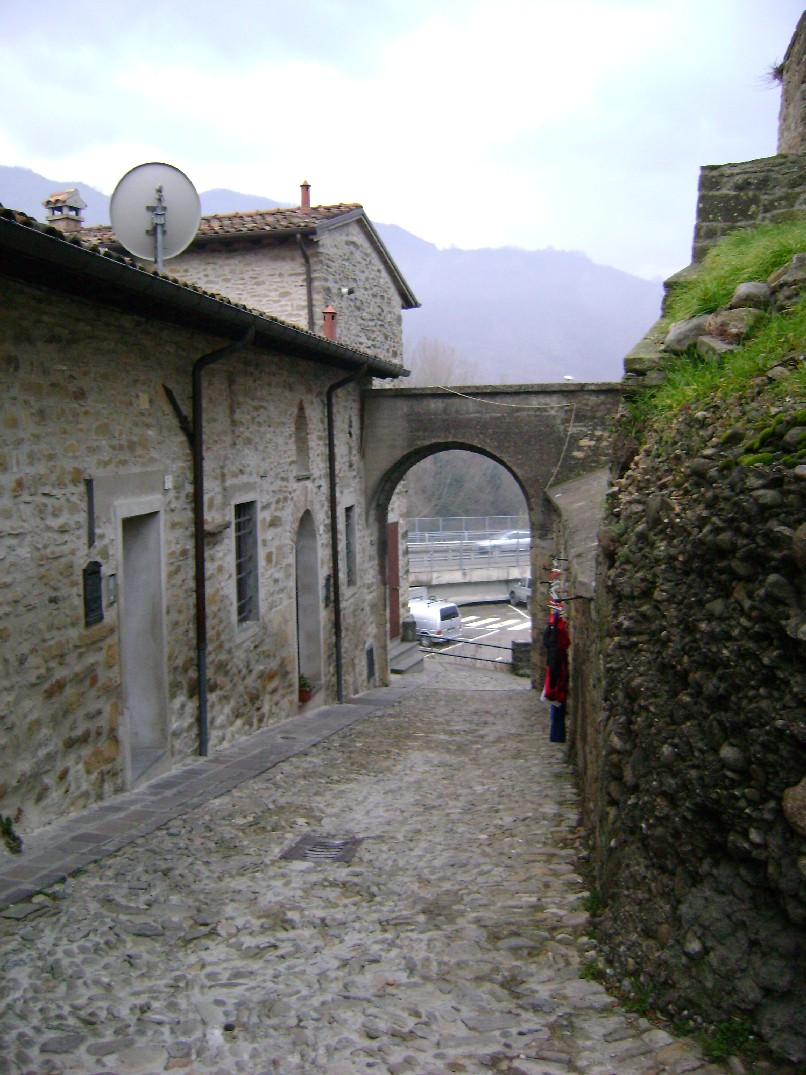
La portaccia vista dall'interno del borgo
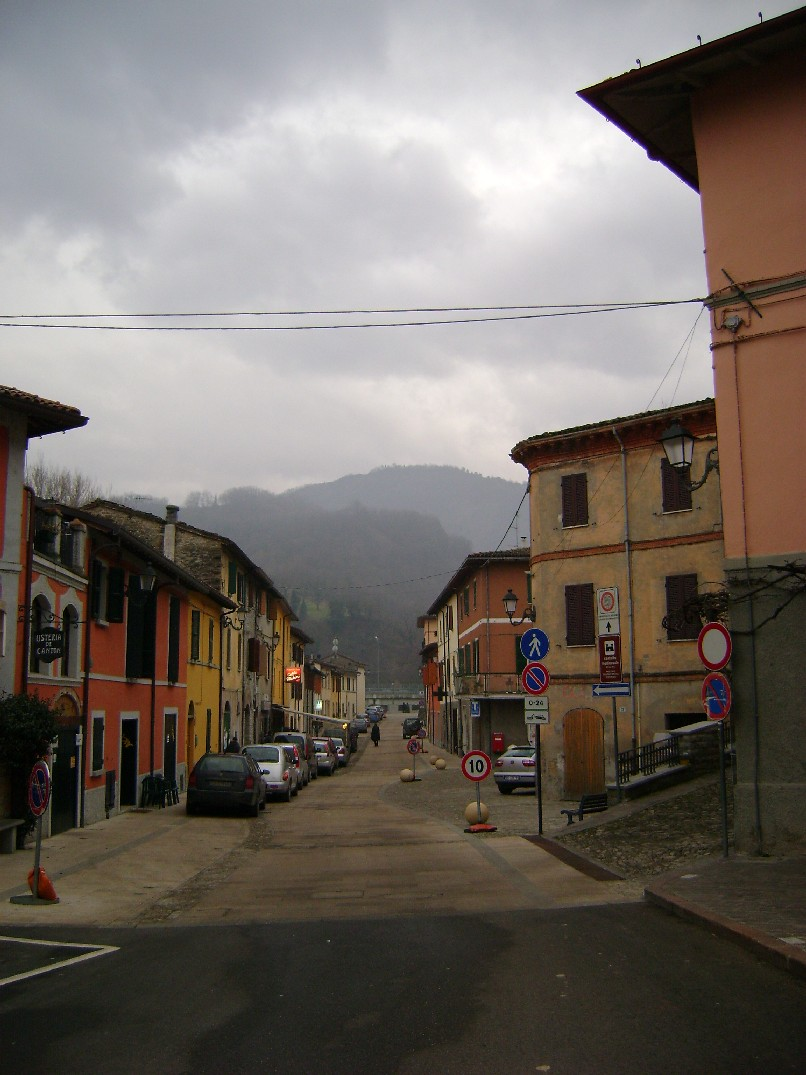
Una via di Cusercoli